# Thorsten Streppelhoff
Thorsten Streppelhoff, född den 15 augusti 1969 i Dorsten i Tyskland, är en tysk roddare.
Han tog OS-silver i åtta med styrman i samband med de olympiska roddtävlingarna 1996 i Atlanta.